# Ђезико
Ђезико (итал. Gesico) је насеље у Италији у округу Каљари, региону Сардинија.
Према процени из 2011. у насељу је живело 861 становника. Насеље се налази на надморској висини од 290 м.

## Становништво
| 1936. | 1951. | 1961. | 1971. | 1981. | 1991. | 2001. | 2011. |
| ----- | ----- | ----- | ----- | ----- | ----- | ----- | ----- |
| 864   | 1.189 | 1.223 | 1.239 | 1.149 | 1.020 | 988   | 886   |